# São Sebastião da Vargem Alegre
São Sebastião da Vargem Alegre is een gemeente in de Braziliaanse deelstaat Minas Gerais. De gemeente telt 2.877 inwoners (schatting 2009).

## Aangrenzende gemeenten
De gemeente grenst aan Ervália, Guiricema, Miraí, Muriaé en Rosário da Limeira.